# احمد حسن مکی
احمد حسن مکی (انگلیسی: Ahmed Hassan Mekky؛ زادهٔ ۲۰ آوریل ۱۹۸۷) یک ورزشکار اهل مصر است.
از باشگاه‌هایی که در آن بازی کرده‌است می‌توان به باشگاه ورزشی زمالک و تیم ملی فوتبال مصر اشاره کرد.
وی همچنین در تیم ملی فوتبال مصر بازی کرده است.